# Aiptek

Logo von Aiptek

Aiptek (Advanced Intelligent Personal Technologies) (chinesisch 天瀚科技, Pinyin Tiān Hàn Kējì – „Weit wie der Himmel“) war ein Hersteller von Consumer-Electronics-Produkten. Das 1997 gegründete Unternehmen mit Sitz in Hsinchu (Taiwan) stellte vor allem mobile Projektoren, (3D-)Camcorder, Grafiktabletts, Digitalstifte sowie digitale Bilderrahmen her. Seit dem 14. Januar 2003 war Aiptek an der Börse in Taiwan gelistet (Ticker-Nummer 6225).
Aiptek unterhielt zudem Niederlassungen in Shanghai (Volksrepublik China), Irvine (Kalifornien) und Willich (Nordrhein-Westfalen).

## Geschichte
Aiptek begann 1997 mit der Entwicklung und Produktion von Grafiktabletts, um Zeichnungen am Computer zu erstellen. Weltweit bekannt wurde die Marke im Jahr 2000 mit der PenCam, die sich in kürzester Zeit über 2,5 Mio. Mal verkaufte. 2006 folgte der weltweit erste digitale Bilderrahmen mit Kamera, um analoge Fotos direkt zu digitalisieren. Im Jahre 2010 kam mit dem PocketCinema V10 einer der ersten mobilen Projektoren auf den Markt, welchem eine Reihe von zahlreichen weiteren Modellen folgte. So brachte Aiptek neben mobilen Standalone-Geräten auch Modelle für Notebooks, iPads, iPhones und iPods oder skurrile Modelle mit Ghettoblaster oder Karaokefunktion heraus.